# Лилейная трещалка

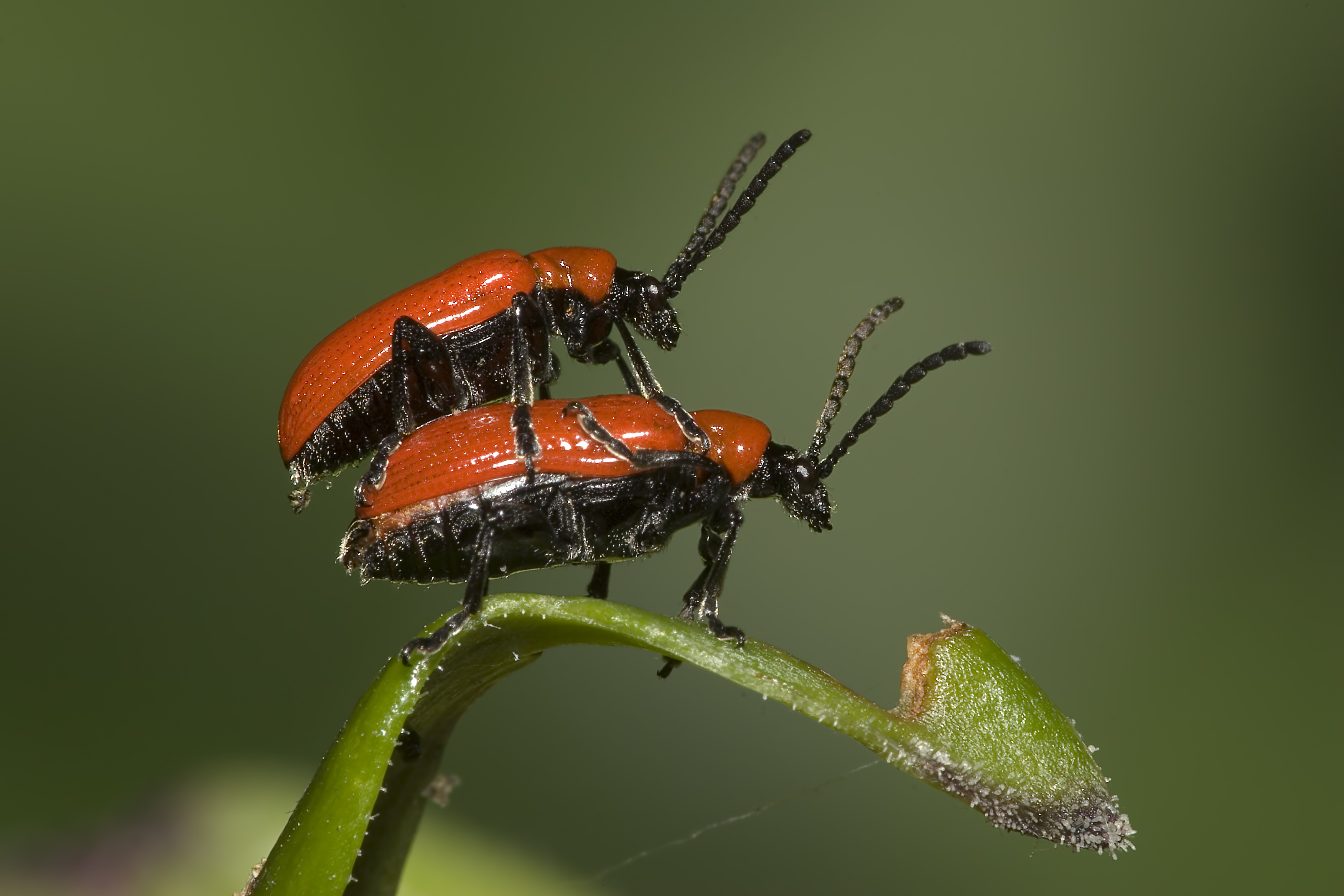
Спаривание

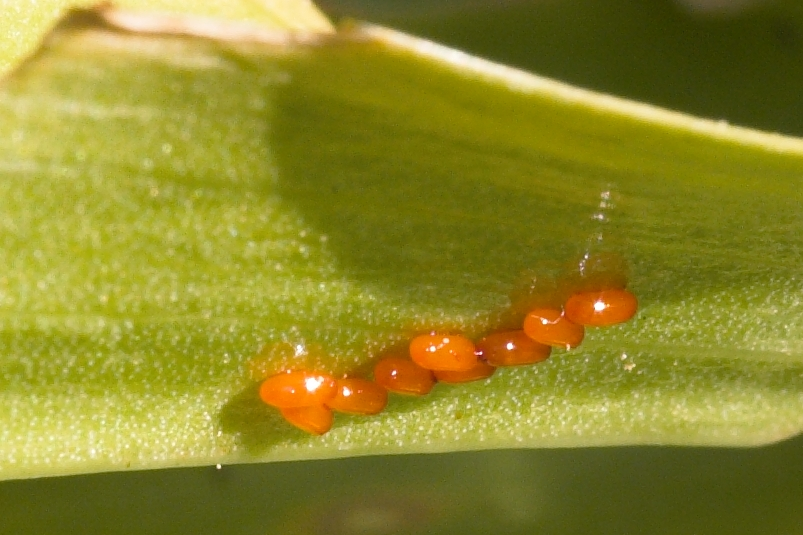
Яйца

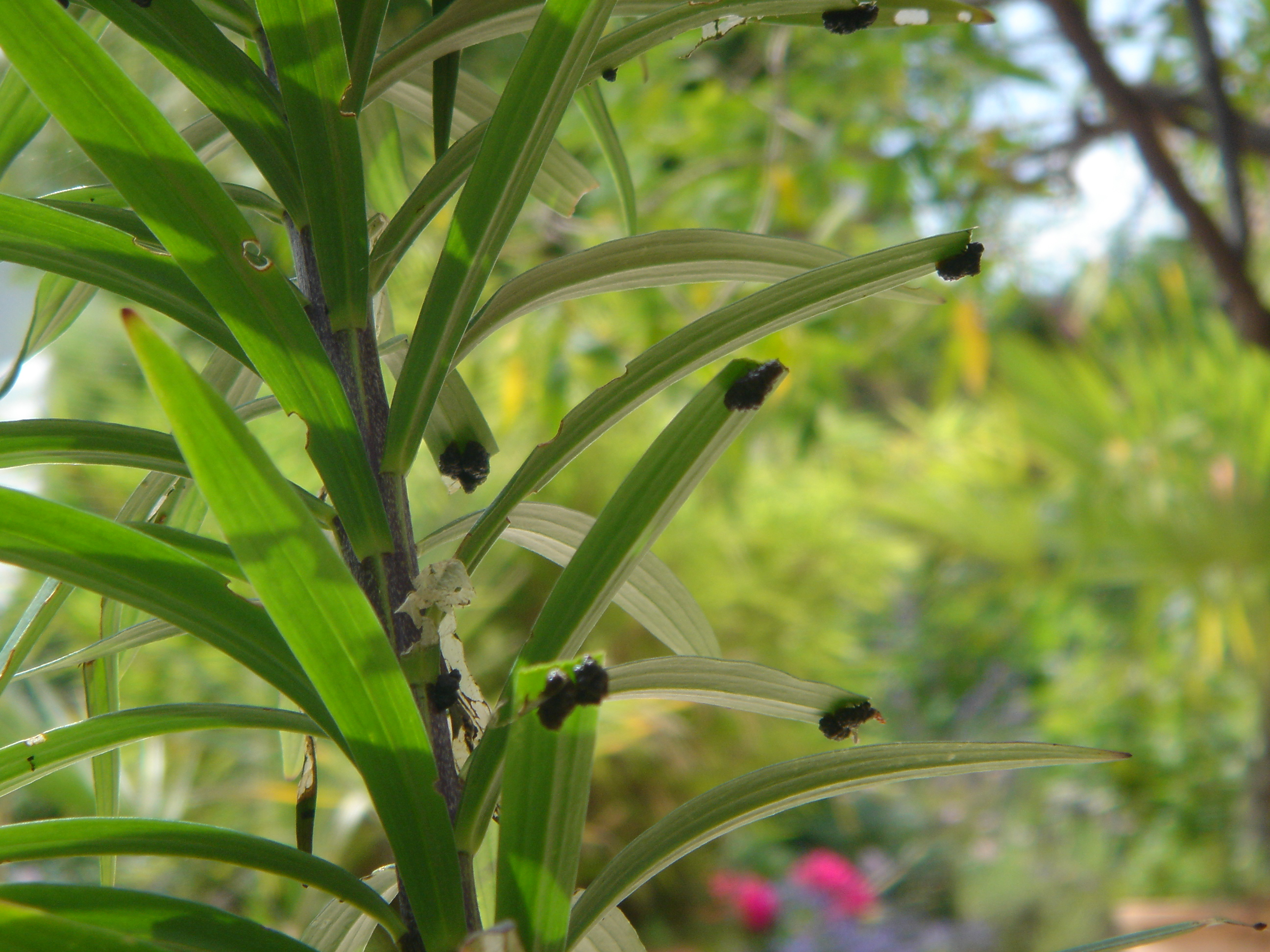
Личинки на листьях лилий

Треща́лка лиле́йная (лат. Lilioceris lilii) — насекомое семейства жуков-листоедов, питающихся листьями, почками, стеблями и цветами лилий, рябчиков и других растений из семейства лилейных. Чувствуя опасность, жук издаёт высокий звук, исходящий из брюшной области. Отсюда его название. В просторечии жука часто называют «пожарником» из-за его красного цвета. Ещё его называют жуком-пискуном.

## Описание
У взрослого жука ярко-красные надкрылья, а все остальное: усы, голова, лапки и брюшко, — черные. Грудной отдел гораздо уже брюшного. Длина тела составляет 6—9 мм. Каждый усик состоит из 11 сегментов.
Из-за схожей окраски лилейную трещалку часто путают с огнецветкой багряной (Pyrochroa coccinea), имеющей более плоские и удлиненные крылья и зубчатые усики, а также с близкородственной луковой трещалкой (Lilioceris merdigera), у которой кроме спины красными являются также голова и ноги.

## Ареал
Изначально вид был распространен в Евразии. Считается, что он попал в Северную Америку при перевозке луковиц лилий в 1943 году. Впервые замечен в Монреале. Потом он распространился по всей Канаде и появился в Массачусетсе в 1992. Также обнаружен в Восточной и Северной Африке.

## Особенности поведения
Жук превосходно летает и хорошо умеет прятаться.
При приближении человека жук сваливается с листьев на землю и переворачивается, пряча свои красные крылья под чёрным брюшком. На фоне почвы он становится незаметным. Также жук может стрекотать, чтобы напугать хищника. Непривлекательны для птиц из-за своего вкуса.
Зачастую первое свидетельство наличия трещалки — это липкие коричневые экскременты на листьях. Там личинки защищены от солнца и хищников, хотя эти экскременты не обеспечивают защиту от паразитоидов.

## Жизненный цикл

### Питание
Взрослые особи и личинки питаются листьями. Кроме всех видов лилий, жук может уничтожать листву растений следующих родов: Fritillaria spp. (рябчик), Nicotiana spp. (табак), Solanum dulcamara (паслен), Solanum tuberosum (картофель), Smilax spp. (сассапариль), Polygonatum ssp. (купена) и другие растения. Все типы лилий могут быть подвергнуты нападению трещалки, но некоторые азиатские лилии наиболее уязвимы, а некоторые более устойчивы, например Лилия Генри, Лилия прекрасная. Также могут пострадать: Ландыш майский, Штокроза и Хоста.

### Потомство
Свои яйца Lilioceris lilii откладывает только на лилиях, и потомство развивается только на растениях этого рода. Очень редко кладка яиц происходит на других растениях.
Красноватые или оранжевые яйца откладываются на нижней стороне листа в прожилках неровной линией. Самка откладывает до 450 яиц. При нормальных погодных условиях яйца созревают за 7—10 дней, из них выползают похожие на слизней личинки. Тело окрашено в тусклый оранжевый, желтоватый, реже зелёный цвет. Со спины их тело покрыто зеленовато-черными токсичными для врагов экскрементами.
Личинки наносят больше вреда, чем взрослые особи, питаясь листьями. Они могут уничтожить всю листву на растении, существенно снизив его возможности для роста в следующем сезоне. Они сидят на нижней стороне листа, предпочитая места прикрепления листа к стеблю. Личинки растут 16—24 дня.
Весь процесс питания и накопления массы проходит без перерыва. Заканчивается этот этап развития тем, что личинка зарывается в землю, где окукливается. Куколка покрыта шелковистым панцирем, светящегося оранжевого цвета. Через 16—22 дня из куколок появляются крылатые особи, которые разлетаются и продолжают питание до самой глубокой осени не только на лилиях, но и на растениях других родов. Это новое поколение уже не спаривается и не откладывает яйца вплоть до следующей весны (март-июнь). Зиму насекомые проводят в почве, под остатками садовых растений. Для зимовки насекомые выбирают тенистое, защищенное, влажное и прохладное место, откуда выползают с марта по июнь.
Фазы развития жука

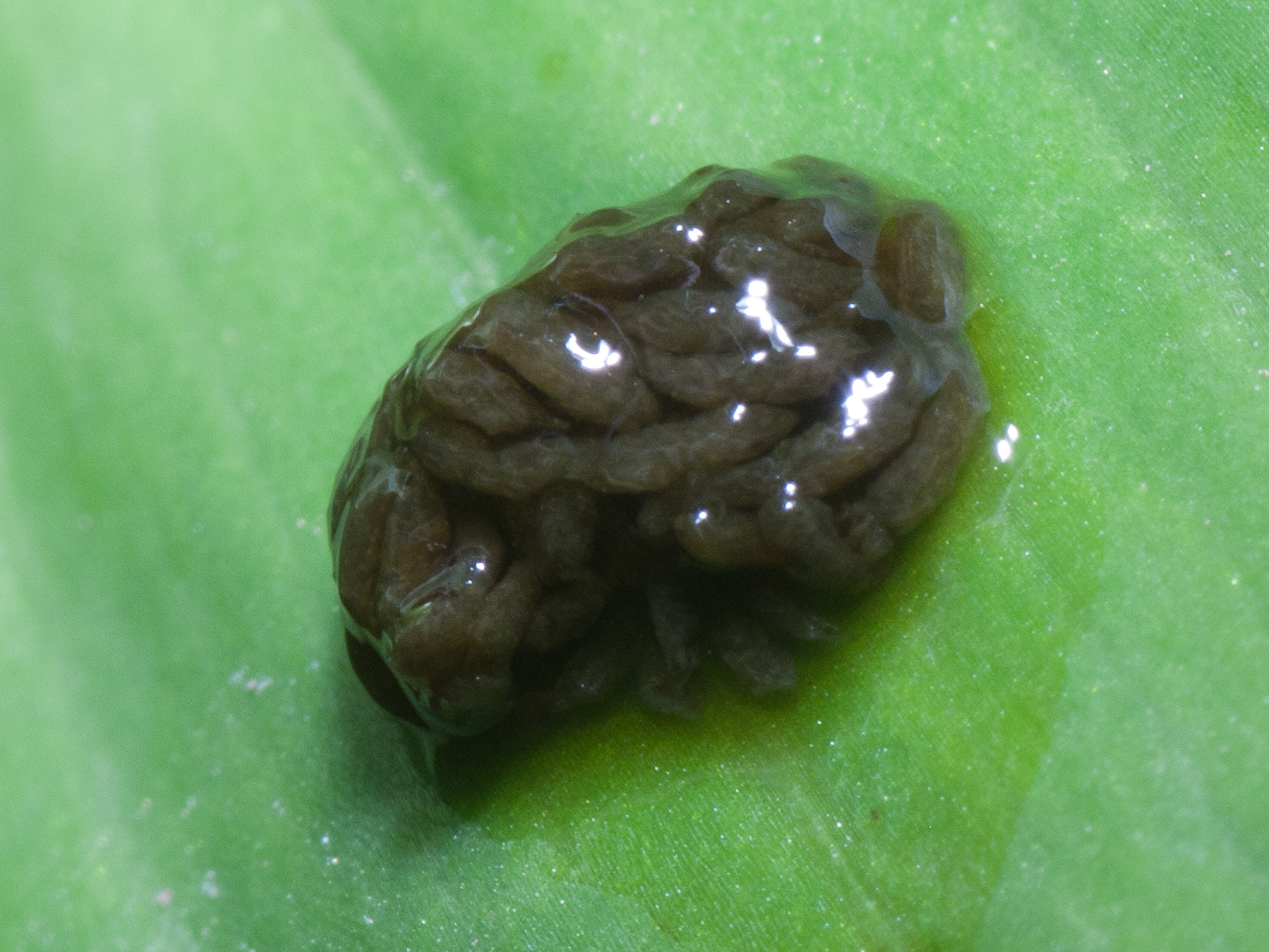
I
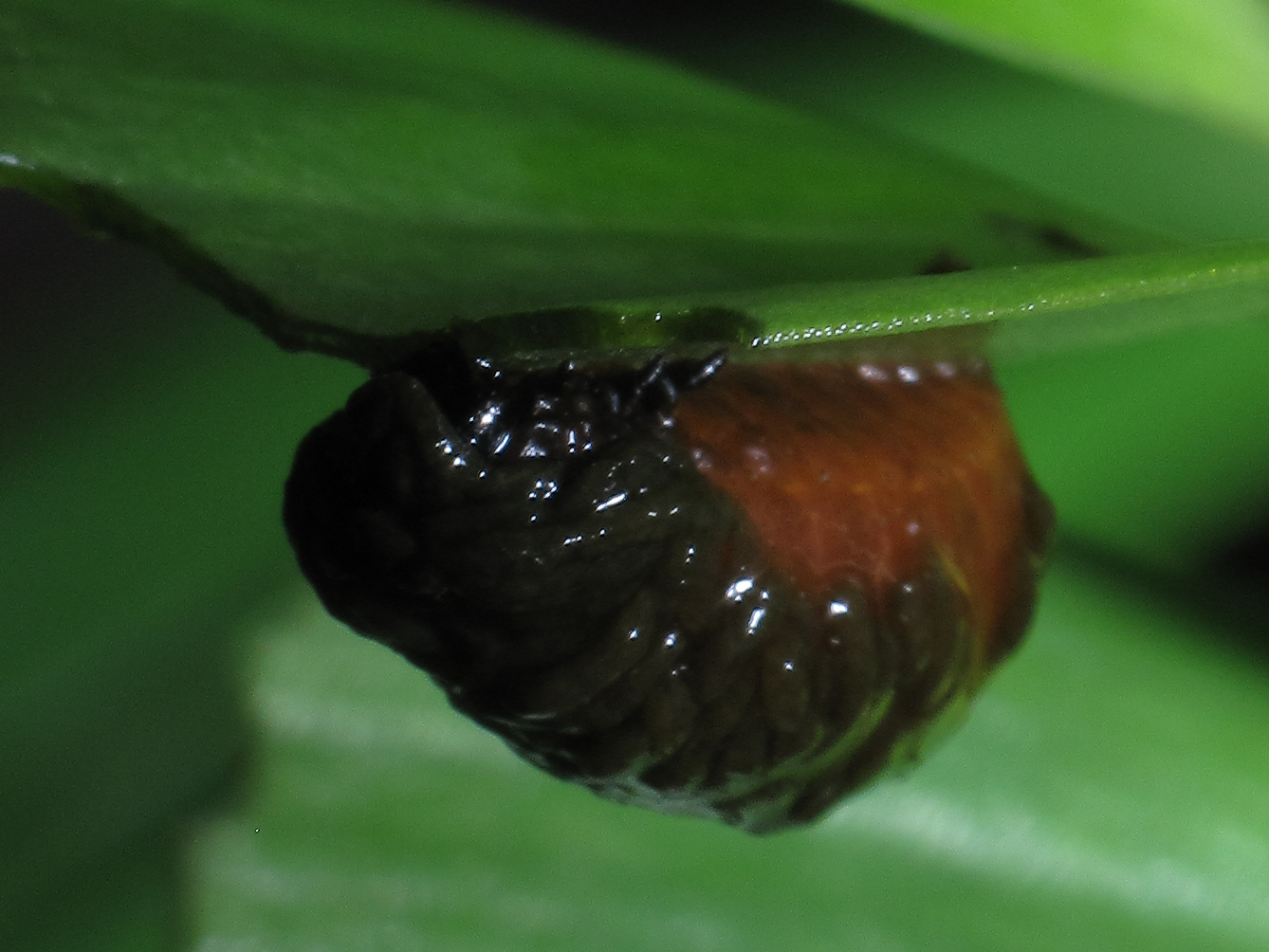
II
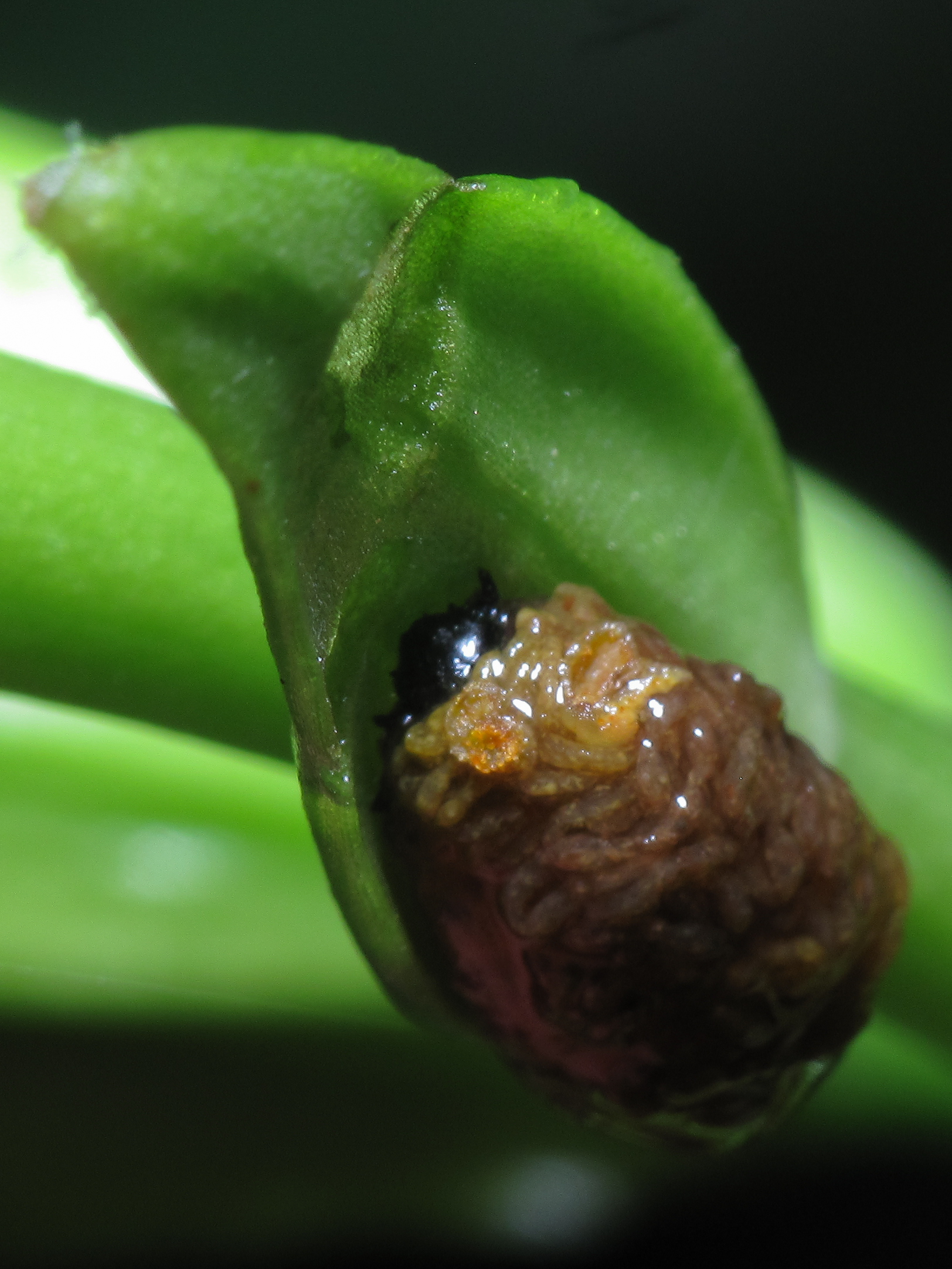
III
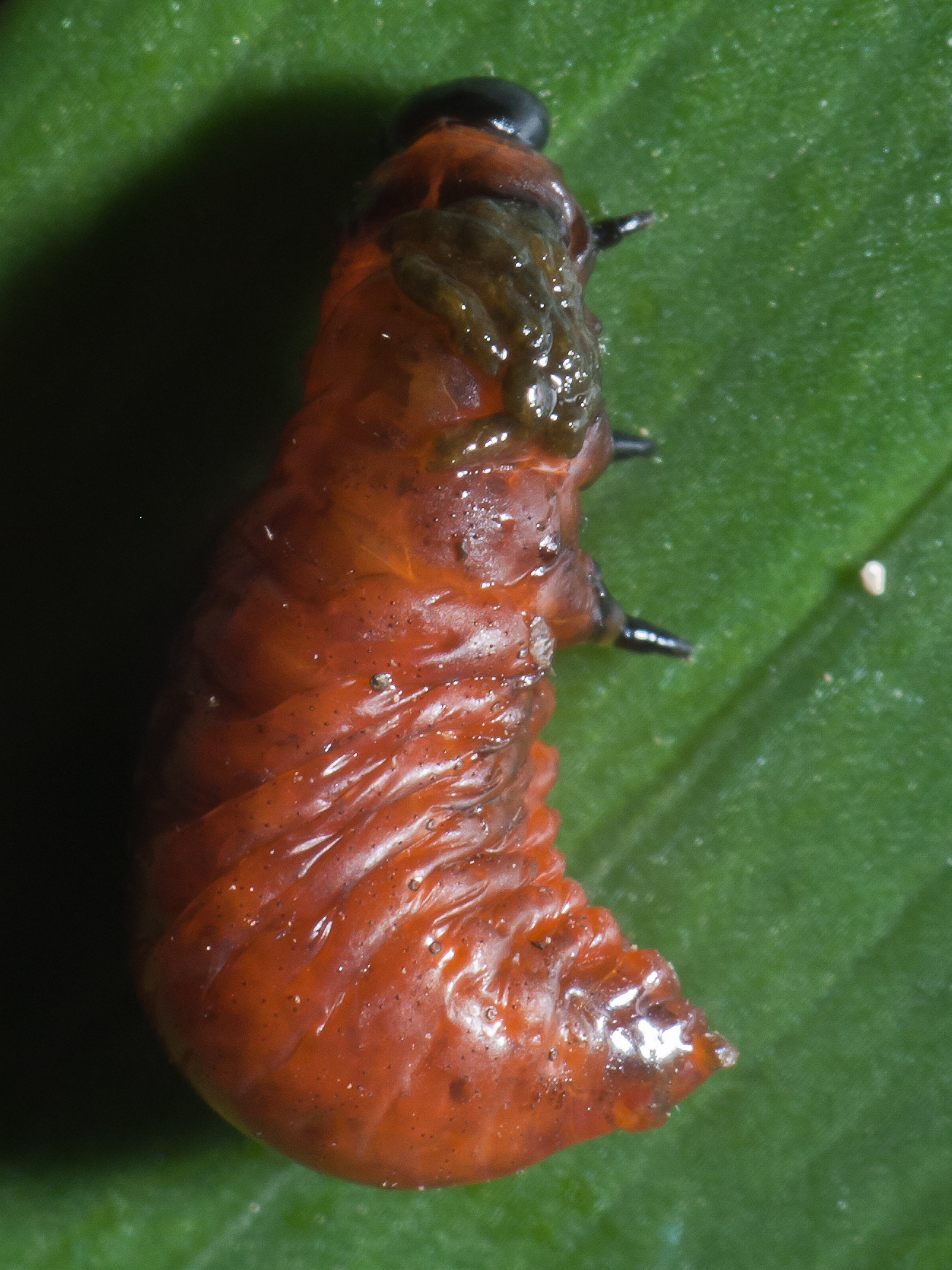
IV
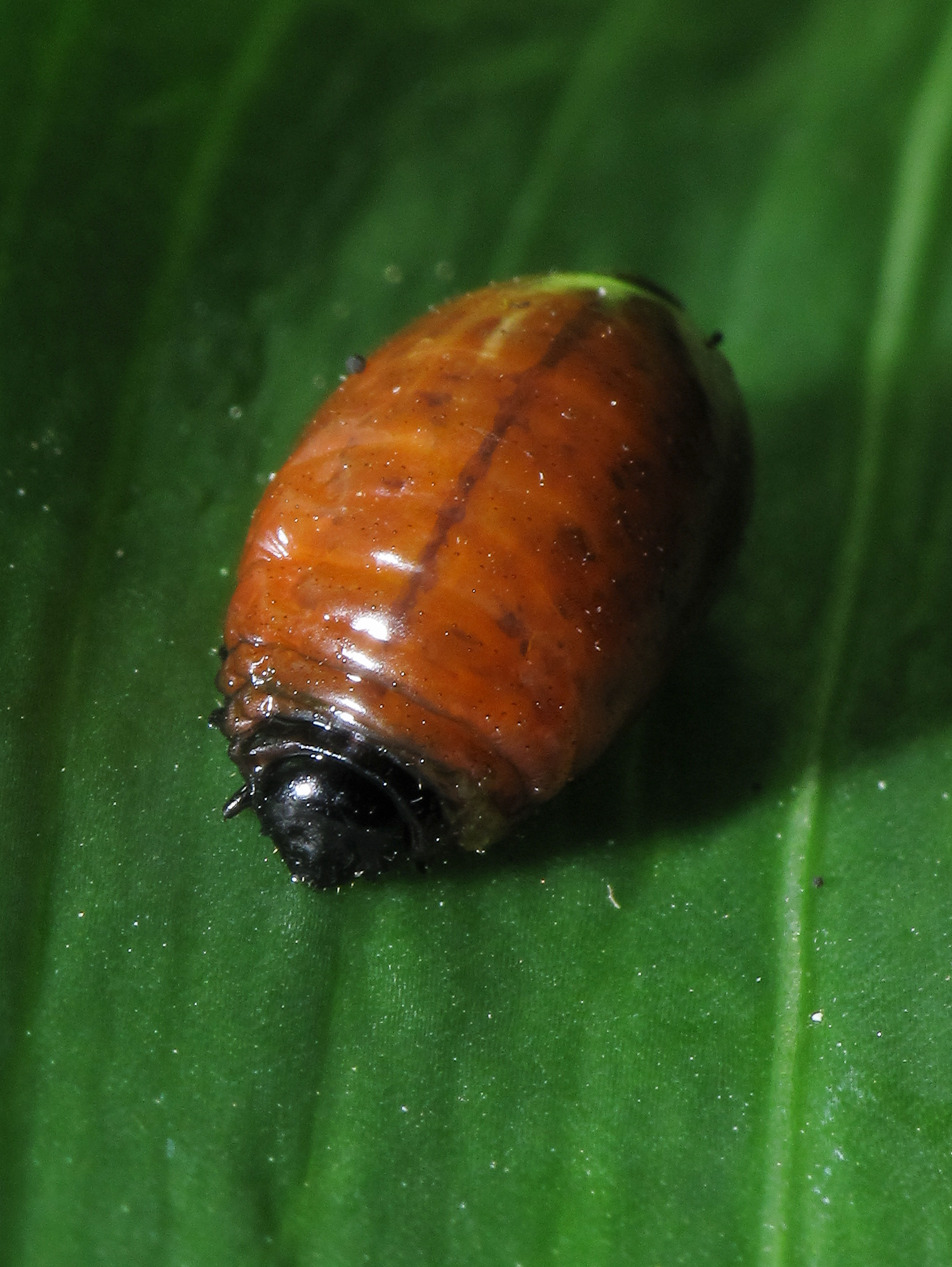
V
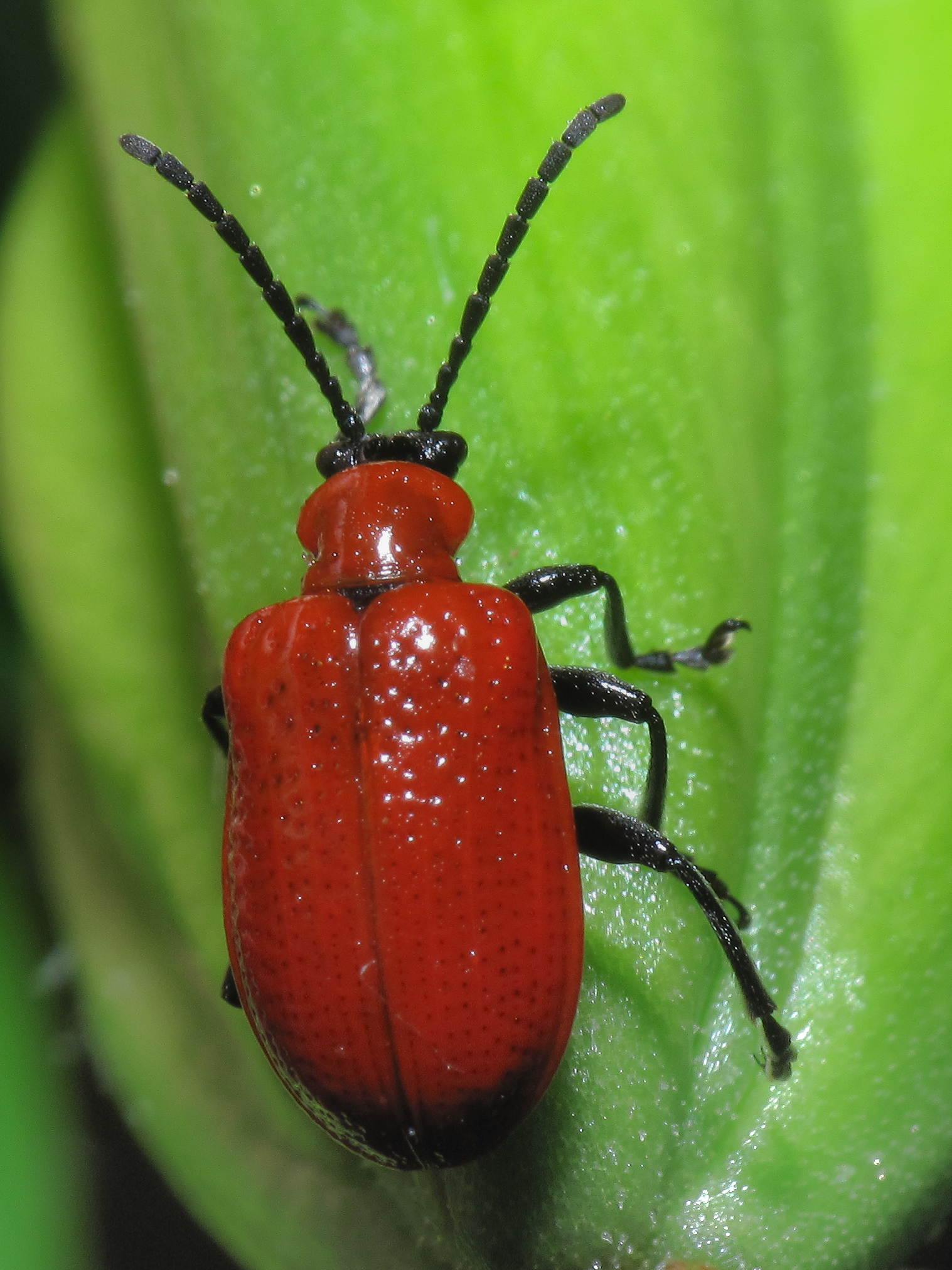
VI

## Негативное воздействие и борьба

### Химические средства
Садовники могут контролировать небольшие плантации лилий, собирая жуков вручную. Лучше делать это весной, до того, как жуки отложат яйца. Средства от насекомых, содержащие экстракты Азадирахты индийской также хорошо уничтожают и личинок, и молодых особей, не нанося вреда остальным насекомым. Их нужно использовать через 5—7 дней после вылупления личинок.
Также эффективны средства, содержащие карбофос, карбарил, тиаклоприд, ацетамиприд, дельтаметрин или лямбда-цигалотрин, но они несут вред другим насекомым, в частности пчёлам. Некоторые садоводы предпочитают использовать мягкие природные пестициды на основе пиретринов (веществ, содержащихся в пиретруме — ромашке далматской, которые поражают нервную систему вредителей).

### Паразитоиды
Наиболее перспективным считается использование паразитоидов. В отличие от паразитов, паразитоиды не живут на хозяине, они используют его тело для своего развития и уничтожают его.
Наиболее масштабные исследования начались во Франции в 1996 году и были проведены во всей Европе на лилиях в сезон появления жука. Более тысячи яиц, 30 тысяч личинок и тысячи взрослых особей были собраны для исследований в лабораториях.
В Европе обнаружено шесть паразитоидов (включая пять ос и муху), которые сдерживают популяцию жука и не позволяют ему наносить существенный ущерб. Среди них в садах Европы наиболее широко распространен наездник Tetrastichus setifer. Эта небольшая оса откладывает более дюжины яиц в личинку жука. После того как личинка окукливается, личинки осы убивают своего хозяина. В Европе осы-наездники Diaparsis jucunda и Lemophagus pulcher способны поражать до 100 % личинок жука, питающихся листьями лилии кудреватой (Lilium martagon) в естественной среде.

#### Виды паразитоидов
- Anaphes sp. был найден в яйцах лилейной трещалки. Живёт колониями, примерно по семь особей приходится на одно яйцо. Размножается несколько раз в сезон. Данный паразитоид не подходит для классического биологического контроля, потому что не является видовым[13].
- Tetrastichus setifer также живёт колониями, уничтожает личинки во всех стадиях и хозяев в коконах. Унивольтинный. Самый распространенный вид из всех, встречается от Болгарии до Великобритании и от Северной Германии до Италии[13].
- Diaparsis jucunda — это одиночный, дающий одно поколение в сезон паразитоид, атакующий личинки во всех стадиях развития. Это наиболее распространенный паразитоид в Центральной и Южной Европе (Швейцария, Австрия, Италия), в особенности на диких лилиях. Его почти нет в Западной и Северной Европе[13].
- Lemophagus errabundus также одиночный и унивольтинный паразитоид, уничтожающий личинок в предкукольной стадии. Этот вид, в отличие от D. jucunda, встречается только в Западной и Северной Европе (Великобритания, Нидерланды, Западная Франция, Северная Германия)[13].
- Lemophagus pulcher похожа на предыдущие виды, за исключением того, что даёт два поколения в год. 30-40 % особей появляются во втором поколении. Этот вид очень распространен везде, кроме Великобритании, но доминирует только в Болгарии[13].
- Meigenia sp. была найден у личинок трещалки, собранных в Германии, Франции, Швейцарии[13].